# Annales Cambriae
Annales Cambriae, velšské letopisy, jsou souborem středověkých análů psaných mezi léty 455 a 977 a pokrývajících období 445—977. Později byly rozšiřovány až do pozdního 13. století.
Letopisy vychází především z textu sepsaného ve městě St. David's v bývalém království Dyfed ve Walesu a navzdory svému jménu zachycují události i mimo Wales, konkrétně v Irsku, Cornwallu, Anglii, Skotsku. Výjimečně je zmiňováno i dění mimo Britské ostrovy. Wales nicméně zůstává především ve druhé a třetí třetině textu v centru zájmu.

## Prameny
Nejdůležitější verze Annales Cambriae jsou ve čtyřech rukopisech:
A: Londýn, Britská knihovna, MS. Harley 3859, folia 190r-193r.

B: Londýn (Kew), Public Record Office, MS. E.164/1 (K.R. Misc. Books, Series I) s. 2–26

C: Londýn, Britská knihovna, MS. Cotton Domitian A.i, folia 138r-155r

D: Exeterská katedrála Knihovna, MS. 3514, s. 523–528, Cronica ante aduentum Domini.

E: ibid., s. 507–519, Cronica de Wallia.
- A byl napsán mezi lety 1100—1130 a vložen bez udání názvu do rukopisu díla Historia Brittonum. Zde je bezprostředně následován rodokmenem krále království Deheubarth Owaina ap Hywela († 988).
- B byl napsán nejspíše v cisterciáckém opatství v Neathu na konci 13. století. Rukopis je nazván Annales ab orbe condito adusque A. D. mcclxxxvi [1286].
- C je částí knihy napsané v St David's, a nazvané Annales ab orbe condito adusque A. D. mcclxxviii [1288]; také tento rukopis pochází z pozdního 13. století.
- D a E jsou součástí rukopisu napsaného v cisterciáckém klášteře Whitland v jihozápadním Walesu v 2. polovině 13. století. Cronica ante aduentum Domini (název pochází z úvodních slov) pokrývá léta 1132 př. n. l. až 1285 n. l., zatímco Cronica de Wallia pokrývá 1190 až 1266.

Dva z textů, B a C, začínají Kronikou světa podobnou dílu Origines Isidora ze Sevilly (Kniha V, Kap. 39), převzatou z Chronica minora Bedy Ctihodného'. B začíná invazí Julia Caesara do Británie "šedesát let před vtělením Pána." Po roce 457 n. l. se B a A v zásadě shodují až do konce A. C začíná po skončení vlády Herakleia (AD 610-41) událostmi roku 677. Také C a A jsou většinou shodné až do konce A, ačkoliv dnes převládá názor, že A nebyl základním zdrojem B a C (Dumville 2002, p. xi). B a C se rozcházejí po roce 1203, velšské zápisy v následujících letech v C jsou kratší a je jich méně.